# Tomomi Inada
Tomomi Inada (稲田 朋美?, Inada Tomomi; Echizen, 20 febbraio 1959) è una politica e avvocata giapponese, membro del Partito Liberal Democratico.

## Biografia
Nata a Echizen il 20 febbraio 1959, studia e si laurea in giurisprudenza all'Università di Waseda. Successivamente esercita il lavoro di avvocata, entrando prima nell'ordine degli avvocati di Osaka e poi, nel 2008, in quello di Fukui.

### Carriera politica
Entra in politica nel 2005, candidandosi alla Camera dei rappresentanti alle elezioni parlamentari dello stesso anno. Viene eletta, entrando così all'interno della Dieta. Qui, nel 2008, diviene membro della commissione affari generali. Quattro anni dopo risulta nuovamente la candidata favorita, così come nel 2012.
Sempre nel 2012 viene nominata ministra per la riforma amministrativa e della regolamentazione dal primo ministro Shinzō Abe. Come ministra era anche incaricata dell'attuazione della strategia "Cool Japan" e dell'iniziativa "Challenge Again". Rimane in carica fino al settembre 2014.
Alle successive elezioni parlamentari è riconfermata rappresentante. Successivamente diventa presidente del consiglio di ricerca del Partito Liberal Democratico.
Nell'agosto 2016 viene nominata ministra della difesa dal primo ministro Abe. Diviene quindi la seconda persona a ricoprire quest'incarico senza aver ricevuto precedentemente il servizio militare, dopo Akinori Eto, e la seconda donna nella storia del Giappone dopo Yuriko Koike.
Si dimette nel luglio 2017, a quasi un anno dall'insediamento, a causa di uno scandalo che ha colpito il dicastero della difesa. Nello stesso anno è rieletta al parlamento, come anche nel 2021. In occasione di queste ultime elezioni annuncia pubblicamente la sua intenzione di candidarsi come prima ministra, cosa che alla fine non è successa.

### Posizioni politiche
Affiliata al gruppo di pressione Nippon Kaigi, Tomomi Inada ha negato pubblicamente il massacro di Nanchino. Dopo le dichiarazioni negazioniste del sindaco di Nagoya, Takashi Kawamura, Inada ha affermato di essere d'accordo con lui. Ha accusato il sindacato Unione degli insegnanti giapponesi (Nihon Kyōshokuin Kumiai) di essere solidale con la Cina, opponendosi all'insegnamento del massacro nelle scuole del Paese.
Inada ha negato il coinvolgimento dell'esercito giapponese nel caso delle donne di conforto. Per questo, la Corea del Sud ha vietato a lei ed altri parlamentari giapponesi di entrare nel Paese. Inoltre, è vicina al gruppo razzista e anti-coreano Zaitokukai.
Per quanto riguarda la comunità LGBT giapponese, inizialmente è contraria al riconoscimento di alcuni diritti da parte dello Stato. Successivamente la sua posizione sarebbe cambiata dopo aver incontrato alcune personalità LGBT conservatrici statunitensi, andando contro molti politici appartenenti al medesimo partito.